# Asier Martínez
Asier Martínez Echarte (Pamplona, 22 de abril de 2000) es un deportista español que compite en atletismo, especialista en las carreras de vallas.
Ganó una medalla de bronce en el Campeonato Mundial de Atletismo de 2022 y una medalla de oro en el Campeonato Europeo de Atletismo de 2022, ambas en la prueba de 110 m vallas.
Participó en los Juegos Olímpicos de Tokio 2020, ocupando el sexto lugar en la misma prueba.

## Trayectoria deportiva
Asier Martínez empezó a practicar el atletismo influido por el ambiente de su familia, ya que su madre fue vallista y su padre también es atleta. Aunque al principio se dedicaba al salto de altura, especialidad en la fue campeón de España sub-18, acabó decantándose por las vallas.
Su primera competición internacional fue el Campeonato Europeo de Atletismo Sub-20 de 2019, aunque inicialmente sus actuaciones se vieron eclipsadas por las de Enrique Llopis y Luis Salort, otros dos vallistas de su edad que conseguían mejores resultados.
A partir de 2020 su progresión se acelera y consigue incluso su primer título de campeón de España absoluto, por delante de Llopis y Salort.
En 2021 ya destacó sobre sus compañeros de generación y logró batir el récord de España sub-23 de los 60 metros vallas hasta en cuatro ocasiones. La última de ellas en el Campeonato de Europa en pista cubierta, su debut internacional absoluto, donde consiguió el cuarto puesto. Al aire libre siguió progresando y consiguió el título de campeón de Europa Sub-23 de los 110 metros vallas. También batió varias veces el récord de España sub-23 y consiguió la mínima para ir a los Juegos Olímpicos de Tokio 2020, donde alcanzó la final y terminó sexto tras mejorar su marca varias veces. Por ello, fue nominado en 2021 a los Premios Navarra Televisión en la categoría Valores deportivos.
En 2022 participó en el Campeonato Mundial en Pista Cubierta, quedando en cuarto lugar en los 60 m vallas. En el Campeonato Mundial disputado en Oregón obtuvo su primera medalla internacional, bronce en los 110 m vallas, con un tiempo de 13,17. Un mes más tarde consiguió la medalla de oro en el Campeonato de Europa. A consecuencia de estos éxitos fue elegido mejor atleta español sub-23 de 2022 en la Gala del Atletismo Español de la RFEA.
Tras su triunfal 2022, pasó la temporada 2023 en blanco por culpa de una lesión en un pie, aunque reapareció a final de ese año en un mitin disputado en Pamplona.
En 2024 participó en el Campeonato Mundial en Pista Cubierta, siendo descalificado en la semifinal por una salida falsa. En los 110 m vallas del Campeonato de Europa terminó en cuarta posición tras tropezar en la última valla de la final.
Alcanzó la final de los 60 m vallas en el Campeonato de Europa en Pista Cubierta de 2025, terminando en la séptima plaza.
Asier Martínez vive en Pamplona, donde entrena a las órdenes de François Beoringyan y estudia Ciencias Políticas.

## Palmarés internacional
| Campeonato Mundial | Campeonato Mundial      | Campeonato Mundial | Campeonato Mundial |
| Año                | Lugar                   | Medalla            | Prueba             |
| ------------------ | ----------------------- | ------------------ | ------------------ |
| 2022               | Eugene (Estados Unidos) | Medalla de bronce  | 110 m vallas       |
| Campeonato Europeo |                         |                    |                    |
| Año                | Lugar                   | Medalla            | Prueba             |
| 2022               | Múnich (Alemania)       | Medalla de oro     | 110 m vallas       |

## Competiciones internacionales
| Representando a España | Representando a España                 | Representando a España   | Representando a España | Representando a España | Representando a España |
| Año                    | Competición                            | Sede                     | Puesto                 | Prueba                 | Marca                  |
| ---------------------- | -------------------------------------- | ------------------------ | ---------------------- | ---------------------- | ---------------------- |
| 2019                   | Campeonato Europeo Sub-20              | Borås (Suecia)           | 16.º (sf.)             | 110 m vallas           | 14,23                  |
| 2021                   | Campeonato de Europa en Pista Cubierta | Toruń (Polonia)          | 4.º                    | 60 m vallas            | 7,60                   |
| 2021                   | Campeonato Europeo por Equipos         | Chorzów (Polonia)        | 1.º                    | 110 m vallas           | 13,43                  |
| 2021                   | Campeonato de Europa Sub-23            | Tallin (Estonia)         | Medalla de oro         | 110 m vallas           | 13,34                  |
| 2021                   | Juegos Olímpicos                       | Tokio (Japón)            | 6.º                    | 110 m vallas           | 13,22                  |
| 2022                   | Campeonato Mundial en Pista Cubierta   | Belgrado (Serbia)        | 4.º                    | 60 m vallas            | 7,57                   |
| 2022                   | Campeonato Mundial                     | Eugene (Estados Unidos)  | Medalla de bronce      | 110 m vallas           | 13,17                  |
| 2022                   | Campeonato Europeo                     | Múnich (Alemania)        | Medalla de oro         | 110 m vallas           | 13,14                  |
| 2024                   | Campeonato del Mundo en Pista Cubierta | Glasgow (Reino Unido)    | DQ (sf.)               | 60 m vallas            | --                     |
| 2024                   | Campeonato Europeo                     | Roma (Italia)            | 4.º                    | 110 m vallas           | 13,45                  |
| 2025                   | Campeonato de Europa en Pista Cubierta | Apeldoorn (Países Bajos) | 7.º                    | 60 m vallas            | 7,68                   |

1. 1 2 3 4  En categoría sub-23.
2. ↑  Salida nula en la semifinal

## Marcas personales
| Prueba            | Marca | Viento | Lugar         | Fecha                |
| ----------------- | ----- | ------ | ------------- | -------------------- |
| 60 metros vallas  | 7,49  | pc     | Val-de-Reuil  | 28 de enero de 2024  |
| 110 metros vallas | 13,14 | -0,2   | Múnich        | 17 de agosto de 2022 |
| 60 metros         | 6,86  | pc     | San Sebastián | 30 de enero de 2021  |
| 100 metros        | 10,55 | +0.9   | Castellón     | 15 de mayo de 2021   |
| Salto de altura   | 2,04  | N/A    | Sabadell      | 11 de marzo de 2017  |

1. ↑  En categoría sub-23.

## Récords
En la actualidad, Asier Martínez posee dos mejores marcas de España en categoría sub-23, contando solo distancias oficiales.

### Récords y mejores marcas españolas

#### Récords sub-23
- 60 m vallas (7,55)
- 110 m vallas (13,14)

1. ↑  En la categoría sub-23 no se homologan récords, solo se consideran mejores marcas.